# Vanishine
 (janvier 2024).
Vanishine, également stylisé VaniShine, est un groupe espagnol de metal symphonique, originaire de Biscaye, dans le Pays basque.

## Histoire
Vanishine est formé en 2004. Après l'enregistrement de leur premier album When the Sun Dies, en mai 2007, cinq chansons sont enregistrées dans les studios Groove à Ortuella,,,. Le groupe se fait connaître en donnant des concerts ici et là, notamment à Móstoles et Castrorock. Entre 2009 et 2010, Vanishine fait le tour de la péninsule en donnant des concerts dans différents endroits, comme Séville, Valence, Barcelone, Madrid et l'Aste Nagusia (Grande Semaine) à Bilbao en 2009.
Au début de l'année 2012, le groupe sort un single, Reborn, avec un nouveau son. Avec cette chanson, le groupe réalise son premier clip vidéo, qui est bien accueilli par la presse spécialisée. Le son était un peu plus sombre et plus dur que les précédents, car il essayait de marquer un avant et un après dans l'histoire de Vanishine. Au début de 2013, Esti Millan, chanteuse de VaniShine, annonce son départ du groupe,. Fin novembre 2015, il produit l'album Tears from the Sun, qui reçoit de bonnes critiques de la part de différents médias. Il s partent en tournée pour promouvoir, jouant notamment avec Project 46 à Madera.

## Membres
- Monty - batterie, voix masculine, composition
- Esti Millan - voix féminine
- Álvaro Rivas - guitares
- Gaizko Antona - basse

## Discographie
- 2007 : When the Sun Dies
- 2015 : Tears from the Sun